# Loužnice
Loužnice – gmina w Czechach, w powiecie Jablonec nad Nysą, w kraju libereckim.
1 stycznia 2017 gminę zamieszkiwały 234 osoby, a ich średni wiek 42,5 roku.